# Ігри для дітей шкільного віку
«Ігри для дітей шкільного віку», або «Посміхайся, дитинко» (ест. «Naerata ometi») — радянський художній фільм, знятий режисерами Арво Іхо і Лейдою Лайус у 1985 році на кіностудії «Талліннфільм». 

## Сюжет
Після смерті матері старшокласниця Марі потрапляє в дитячий будинок. Через три дні дівчинка повертається додому, однак нетверезий батько мало не з порога дає зрозуміти, що тут їй не місце. Ніч, проведена на вокзалі, закінчується для Марі знайомством з агресивною групою підлітків, очолюваних Робі, і потраплянням до міліції. Вранці втікачка залишає камеру: за нею приїхала вихователька дитячого будинку. В дитбудинку — своя внутрішня ієрархія. Неформальним лідером вважається лихий хлопець Робі. Хлопці його слухаються і з готовністю підкоряються. Опіку над новенькою бере ввічливий, інтелігентний Таурі, який, на відміну від інших вихованців, має респектабельного і дуже зайнятого батька. Серед дівчаток верховодить різка, нервова Катрін, що потрапила в дитбудинок після того, як її мати посадили в тюрму. Замкнута, поглиблена в свої переживання Марі байдужа до м'яких залицяннь Таурі — вона довіряє лише власному щоденнику. Одного разу, протестуючи проти приготованого на обід молочного супу, вихованці дитбудинку вирішили оголосити голодування. Для Марі, яка не приєдналася до загального бунту, була влаштована обструкція. У покинутій будівлі, що виконував роль таємного клубу, Катрін почала голосно і глумливо зачитувати уривки з викраденого щоденника Марі. Читання перервав Робі — він вирвав з рук Катрін товстий зошит, повернув її Марі і незграбно спробував заспокоїти приголомшену дівчину. Вночі, розкривши аптечку, Марі прийняла велику дозу таблеток. Дівчинку врятували, але, повернувшись до життя, вона зрозуміла, що більше нікого і нічого не повинна боятися.

## У ролях
- Моніка Ярв — Марі
- Хендрік Тоомпере — Робі
- Таурі Таллермаа — Таурі
- Катрін Тамплехт — Катрін
- Кертту Аавінг — Кертту
- Едіт Хелен Кууск — Меліта
- Сійрі Сісаск — Сійрі
- Яаніка Калмус — Анне
- Хелле Кунінгас — вихователька
- Марі Лілль-Тамм — мати Робі
- Евальд Хермкюла — батько Марі
- Едуард Тінн — батько Таурі
- Евальд Аавік — епізод
- Марія Кльонська — епізод

## Знімальна група
- Режисери — Арво Іхо, Лейда Лайус
- Автор сценарію — Марина Шептунова
- Оператор — Арво Іхо
- Композитор — Лепо Сумера
- Художник — Тину Вирве